# Medina (Tennessee)
Medina es una ciudad ubicada en el condado de Gibson en el estado estadounidense de Tennessee. En el censo de 2010 tenía una población de 3.479 habitantes y una densidad poblacional de 423,6 personas por km².

## Geografía
Medina se encuentra ubicada en las coordenadas 35°48′21″N 88°46′44″O / 35.80583, -88.77889. Según la Oficina del Censo de los Estados Unidos, Medina tiene una superficie total de 8.21 km², de la cual 8.16 km² corresponden a tierra firme y (0.69%) 0.06 km² es agua.

## Demografía
Según el censo de 2010, había 3.479 personas residiendo en Medina. La densidad de población era de 423,6 hab./km². De los 3.479 habitantes, Medina estaba compuesto por el 0.09% blancos, el 5.15% eran afroamericanos, el 0.11% eran amerindios, el 0.32% eran asiáticos, el 0% eran isleños del Pacífico, el 1.78% eran de otras razas y el 1.18% pertenecían a dos o más razas. Del total de la población el 3.05% eran hispanos o latinos de cualquier raza.